# Rachicentesi

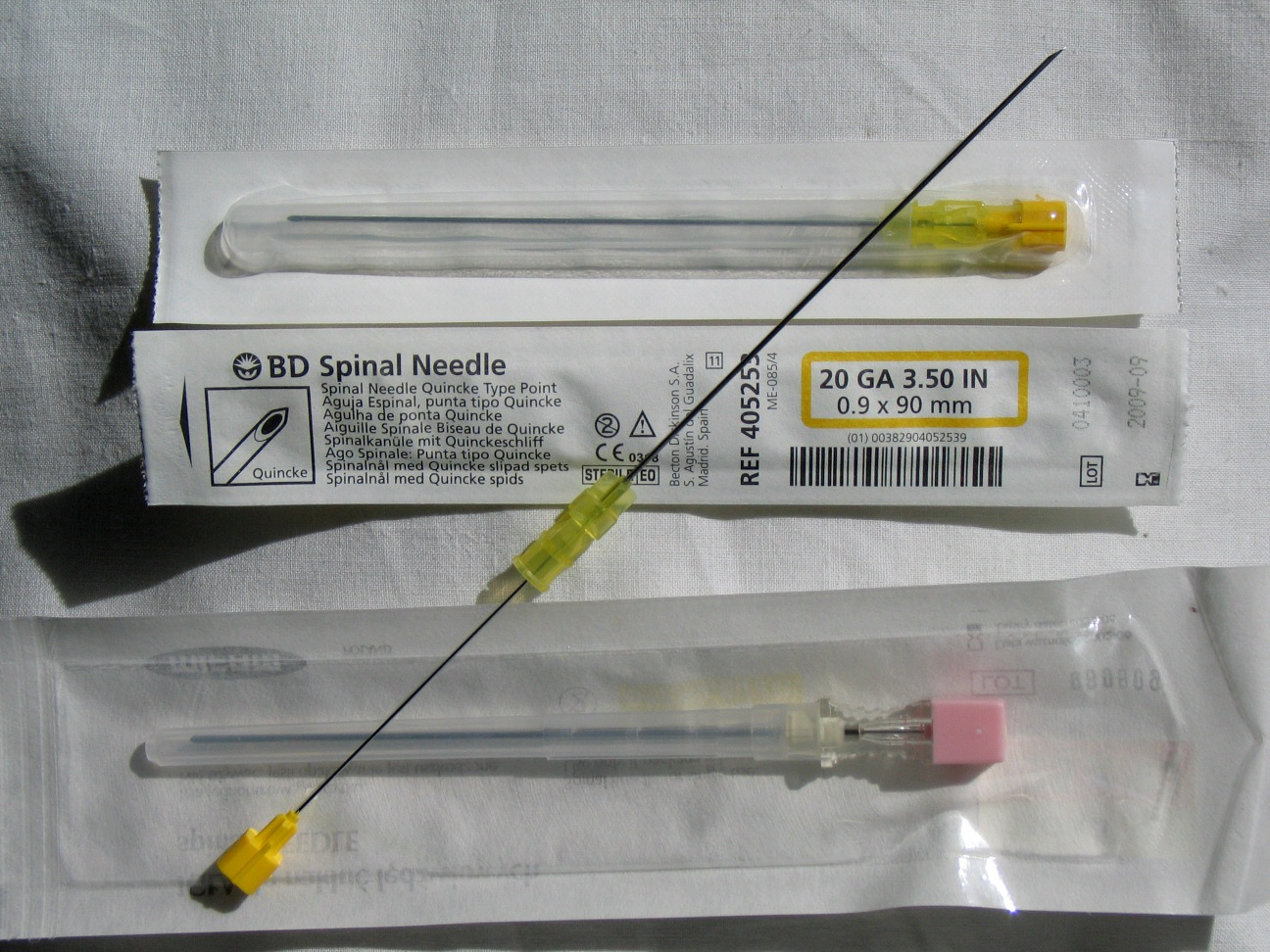
Ago da rachicentesi

La rachicentesi, chiamata anche puntura lombare, è una pratica chirurgica utilizzata per poter estrarre il liquido cefalorachidiano, prodotto dai plessi corioidei, che scorre nel canale midollare della colonna vertebrale, negli spazi subaracnoidei e nei ventricoli cerebrali.
La rachicentesi non porta a paralisi, dato che il prelievo viene fatto a un'altezza dove non è presente il midollo spinale e si scongiura il rischio di ledere qualsiasi nervo.
La puntura lombare può anche essere un mezzo efficace per veicolare determinate sostanze nello spazio subaracnoideo, in particolare alcuni antibiotici o composti ad attività antitumorale.
Una volta prelevato il liquor può essere sottoposto a specifiche analisi: macroscopica (si valuta l'aspetto ed il colore), microscopica (conta ed osservazione del tipo di cellule), biochimica (determinazione delle concentrazioni di glucosio e proteine), microbiologica (ricerca della presenza di microorganismi).

## Aspetti anatomici
Il cervello e il midollo spinale sono avvolti da uno strato di fluido (nel soggetto adulto circa 125-150 ml in totale) che agisce come un ammortizzatore e fornisce un mezzo per il trasferimento delle sostanze nutrienti e i prodotti di scarto. La maggior parte di questo liquido è prodotta dai plessi corioidei e da lì viene trasferita verso altre aree, prima di essere riassorbita nella circolazione, prevalentemente attraverso le granulazioni aracnoidee.
Il fluido cerebrospinale può essere raccolto con maggiore sicurezza nella cisterna lombare, dove il midollo spinale termina nella cauda equina, subito al di sotto del livello della prima (L1) o seconda (L2) vertebra lombare.

## Procedimento

### Pre-procedura
Prima di poter effettuare l'operazione è necessario:
- Accertarsi della corretta identificazione del paziente
- Verificare l'esistenza delle indicazioni e controindicazioni relative alla procedura
- Controllare che sia disponibile un prelievo di sangue venoso per poter eseguire e confrontare la determinazione degli analiti (in particolare glucosio e proteine) su sangue e liquor.
- Ottenere il consenso informato dal paziente, spiegando con chiarezza la procedura di intervento.

### Procedura
L'operazione consta di alcuni punti ben precisi:
- Far rilassare il paziente
- Posizionarlo in decubito laterale con le braccia a tenere le ginocchia raccolte (posizione fetale) o in posizione seduta e raccolta con l'aiuto di un infermiere, per aiutarlo a mantenere la postura ed evitare movimenti bruschi, che potrebbero portare alla rottura dell'ago. Queste posizioni permettono di mantenere il rachide iperflesso ed esporre al meglio l'area da pungere. Poiché la puntura viene normalmente eseguita tra L4-L5 o L5-S1 la posizione incurvata del paziente aumenta lo spazio tra una vertebra e l'altra, facilitando così il prelievo dallo spazio subaracnoideo. La posizione seduta inoltre presenta il vantaggio di essere tecnicamente più semplice in quanto i punti di riferimento anatomici appaiono meno ambigui; per contro questa posizione non permette un'accurata misurazione della pressione di apertura.[2]
- Creare un campo (zona) antisettica (telo e guanti sterili, disinfettante)
- Utilizzare l'anestetico per privare di sensibilità la parte interessata
- Inserimento dell'ago da parte del medico, tra la IV e la V vertebra lombare od in alternativa tra L5 e S1. Il repere anatomico per individuare L4-L5 nel soggetto adulto è dato dalla linea che passa tra le creste iliache e la linea del rachide.

Si ricorda che il midollo spinale termina generalmente all'altezza di L1-L2, mentre, procedendo verso il basso, la dura madre e l'aracnoide continuano fino all'altezza di S2 formando il cosiddetto sacco durale che contiene il liquor cefalo-rachidiano e le radici della cauda equina.
- Mantenimento di una costante pressione sull'ago per permettere di superare la resistenza meccanica dei diversi strati (cute, legamento sopraspinoso, legamento interspinoso, dura madre).
- Misurazione della pressione del liquor (valore normale compreso tra 90 e 180 mm di H2O)
- Raccolta del liquido. Il prelievo del liquido, definito color "acqua di roccia", deve avvenire senza aspirazione ma per caduta spontanea, raccogliendo le gocce in uscita dall'ago così da non sottoporre lo spazio sub-aracnoideo a pressione negativa, evitando nausea e cefalea. Nei soggetti che presentano ipertensione endocranica il liquido non fuoriesce goccia a goccia, e questa semplice constatazione è sufficiente a comportare l'immediata sospensione della procedura. La quantità di liquor raccolta nel corso della manovra è generalmente compresa tra 6 e 12 ml, da distribuirsi in 3 provette di polipropilene nella quantità minima di almeno 2 ml per provetta.

### Post-procedura
Dopo il prelievo è necessario che il paziente segua determinate procedure:
- Il paziente deve rimanere in posizione supina per 2-3 ore e deve essere monitorato nelle sue condizioni cliniche, soprattutto in caso di prelievo difficoltoso
- Il paziente deve bere acqua abbondantemente

### Effetti collaterali
Dopo l'esecuzione della rachicentesi il paziente può sperimentare una cefalea, talvolta intensa, generalmente frontale o occipitale, che tende ad aumentare di intensità con l'assunzione della posizione eretta. Le pazienti giovani, di sesso femminile, con una storia precedente di cefalea, sembrano avere maggiori probabilità di presentare il disturbo.
Il sintomo tende alla spontanea risoluzione e può essere controllato con il ricorso ai normali analgesici oppure all'assunzione di caffeina.
Per ridurre la probabilità che si verifichi questo fastidioso effetto collaterale è possibile ricorrere all'utilizzo di un ago di tipo atraumatico e di piccole dimensioni. Tuttavia ricorrere ad un ago di dimensione inferiore ai 22 G risulta spesso poco pratico se non francamente improponibile.
Inoltre il paziente è invitato a restare supino a letto, senza ricorrere al cuscino, per alcune ore dopo la procedura.
Altri disturbi, che si verificano con minore frequenza, sono la comparsa di dorsalgia e lombalgia ed il dolore radicolare.
In una review del 2008 si evidenzia come tali procedure, mantenimento della posizione supina e l'iperidratazione successive alla rachicentesi, che un tempo si ipotizzavano utili per evitare la noiosa emicrania post-rachicentesi, non si sarebbero confermate indispensabili.

## Indicazioni e controindicazioni
Questo prelievo si utilizza nella diagnosi di varie patologie, in particolare quelle che colpiscono il cervello, le meningi ed il midollo spinale:
- Processi infettivi: meningite, encefalite, meningoencefalite, mielite[7]
- Neoplasie primitive o secondarie, con infiltrazione delle leptomeningi
- Leucemie
- Emorragia subaracnoidea
- Sclerosi multipla ed altre encefalomieliti demielinizzanti
- Poliradicoloneuriti da disfunzione immunitaria (Sindrome di Guillain-Barré)
- Malattie infiammatorie e/o autoimmuni sistemiche con interessamento neurologico (ad esempio il LES)
- Malattie di tipo degenerativo (malattia di Alzheimer, malattia di Creutzfeldt-Jakob)

L'indicazione al prelievo può essere considerata urgente nel caso il sospetto clinico indirizzi verso una diagnosi di meningite/meningoencefalite, oppure di emorragia subaracnoidea con un primo riscontro di TAC negativa.
In base alle diverse condizioni cliniche e storie personali, non tutti i pazienti possono essere sottoposti alla procedura della rachicentesi, dato che alcune condizioni possono rendere l'esecuzione dell'esame eccessivamente pericolosa, all'interno di un'ottica di rischio/beneficio.
- Coagulopatie gravi (rischio eccessivo di emorragia)
- Infezione preesistente, ascessi cutanei, osteomielite vertebrale, nella sede del prelievo (rischio di propagazione dell'infezione)
- Compromissione cardiaca e/o respiratoria grave del paziente
- Spondiloartosi deformante, scoliosi, cifosi o pregressi interventi chirurgici a livello lombo-sacrale (rischio di scorretto inserimento dell'ago da prelievo)[11][12]
- Ipertensione endocranica (l'estrazione di liquor e una brusca diminuzione della pressione intracranica può determinare un dislocamento di alcune strutture cerebrali, ad esempio erniazione delle tonsille cerebellari nel forame magno)